# 罗兹省
羅茲省（波蘭語：województwo łódzkie）為波蘭中部的一省，首府為羅茲，現在的管轄範圍為1999年1月1日所劃分，由舊的羅茲省、谢拉兹省、彼得库夫-特雷布纳尔斯基省、斯凯尔涅维采省和普沃茨克省的一部份組成。
目前的羅茲省人口有2,597,000人，人口密度為每平方公里145.5人。

## 歷史

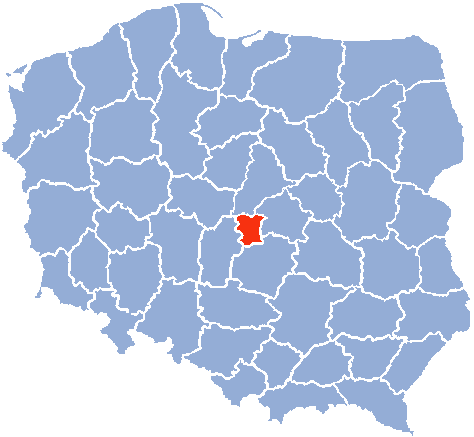
1975年到1999年的羅茲省

1965年面積17,064平方公里，人口1,665,200人。1998年面積1,523平方公里，人口1,099,700人。